# 川口栄之進
川口 栄之進（かわぐち えいのしん、1864年〈元治元年〉 - 1948年〈昭和23年〉1月）は、日本の弁護士、政治家、教育者。青森県弁護士会会長、青森市議会議長、青森市議会議員、青森県議会議員を歴任したほか、青森商業会議所顧問などの要職も務めた。北山盲唖学校校長、日本聖公会の信徒。

## 人物・経歴
青森県弘前に生まれる。版籍奉還にともなう水田整理により、1871年（明治4年）に羽野木沢(後の北津軽郡七和村、現・五所川原市)に転居。
次いで、1876年（明治9年）には北津軽郡宮野沢村（後の中里町、現・中泊町）に転住する。1879年（明治12年）に中里小学校を卒業後、同校の助教員となる。
その後、東京に遊学し、築地の立教大学校（現・立教大学）を卒業。
その後、弁護士資格を取得し、1890年（明治23年）に郷里の青森に戻り弁護士を開業する。以来法曹界の重鎮として活躍した。
1898年（明治31）5月には、青森市民図書館のルーツとなる青年倶楽部図書部を三橋三吾、淡谷忠蔵、花田節、浦山助太郎、木村文太郎らとともに組織して、1899年（明治32）12月に発会式を迎え、翌年1月に市民に公開した。
弁護士業の傍ら、青森市議会議員や、青森県議会議員などを勤め上げたが、この間青森市会議長、青森商業会議所顧問などの要職も務めた。
1937年（昭和12年）6月には、ヘレン・ケラーが青森を訪れ、当時青森市議会議長で北山盲唖学校校長であった川口栄之進に対して、、「障がいを持つ子どもたちが一人も教育を受けないものがないよう努力してほしい」と希望を述べたが、この訪問によってこれまで私立学校として運営されてきた盲唖学校が県に移管され、同年に県立学校になったとも言われている。
日本聖公会のキリスト教信者としても、熱心に活動し、日本聖公会の東北教区において今泉民吉と連携して白石庵敬神会を創設した。敬神会は教区への財的援助のみならず、敬神叢書等の文書による伝道活動も行った。
1948年（昭和23年）1月、交通事故で逝去した。